# Егирос
Егирос (грч. Αίγειρος) је насељено место у општини Доксат у периферији Источна Македонија и Тракија, Грчка. Према попису из 2021. године било је 3 становника.
Према бугарском географу и историчару, Василу Канчову, у Егиросу је 1900. године живело 280 Турака. Године 1923. турско становништво је принудно исељено у Турску а на њихово место су насељене 53 грчке избегличке породице, којих је на попису из 1928. године било 257. Село се раније звало Кавакли.